# الرسول الروسي (مجلة)
الرسول الروسي (بالروسية: Ру́сский ве́стник) هو عنوان لثلاث مجلات نشرت في روسيا خلال القرن التاسع عشر ومطلع القرن العشرين. ومنذ العام 1991 ظهر في موسكو منشور جديد يطبع أسبوعيا باسم الرسول الروسي وقد رأس تحريرها أليكسي سينين من عام 1991 إلى عام 2013. رئيس التحرير الحالي أوليغ بلاتونوف، منذ العام 2014.